# Argentinische Formel-4-Meisterschaft
Die argentinische Formel-4-Meisterschaft (offiziell Campeonato de Argentina de Fórmula 4 certified by FIA) war eine Automobilrennserie nach dem FIA-Formel-4-Reglement in Argentinien. Die argentinische Formel-4-Meisterschaft wurde erstmals im Jahr 2021 ausgetragen und zuletzt 2021 durchgeführt.

## Geschichte
Im Dezember 2018 wurde die Gründung der Rennserie bekanntgegeben und die erste Saison hätte 2019 stattfinden sollen. Mitte Mai 2019 wurden durch den argentinischen Rennfahrer Matías Rossi erste Tests mit dem Mygale-Chassis in Buenos Aires statt. Das erste Rennen war für 13. Juli 2019 in Buenos Aires geplant gewesen, dies wurde jedoch später aufgrund von Lieferproblemen der Chassis und Motoren auf Mitte Oktober verschoben. Die Saison wurde jedoch in weiterer Folge im November aufgrund der politischen und wirtschaftlichen Situation in Argentinien ganz abgesagt und auf nächstes Jahr verschoben.
Für 2020 war ein neues Rennwochenformat vorgesehen, so hätten pro Rennwochenende, welche noch dazu alle provisorisch in Buenos Aires stattfinden sollen, jeweils am Dienstag die Trainings sowie Qualifyings statt und am Mittwoch dann zwei Rennen stattfinden sollen. Der Saisonstart war für den 24. März 2020 festgelegt. Aufgrund der globalen COVID-19-Pandemie wurde allerdings der Auftakt zunächst abgesagt und auf unbestimmte Zeit verschoben, im Verlauf des Jahres jedoch erneut ganz abgesagt.
Am 17. April 2021 wurde die neue Saison gestartet und das erste offizielle Rennen mit acht Fahrern durchgeführt.

## Sportliches Reglement

### Ablauf des Rennwochenendes
Jedes Rennwochenende bestand aus zwei Rennen, welche am zweiten Tag stattfanden, am ersten Tag fanden die Trainings sowie das Qualifying statt.

### Punkteverteilung
Die Punktewertung orientierte sich am aktuellen Punktesystem der Formel 1. Somit erhielten die ersten neun des Rennens 25, 18, 15, 12, 10, 8, 6, 4, bzw. 2 Punkte, alle ab dem zehnten Platz erhielten einen Punkt insofern sie das Ziel erreicht haben; eine Besonderheit im Vergleich zu den anderen Formel-4-Rennserien. Für das erste sowie letzte Rennwochenende wurden doppelte Punkte vergeben. Es gab einen Zusatzpunkt für die Pole-Position, es gab keinen Zusatzpunkt für die schnellste Rennrunde.
| Punkteverteilung | Punkteverteilung | Punkteverteilung | Punkteverteilung | Punkteverteilung | Punkteverteilung | Punkteverteilung | Punkteverteilung | Punkteverteilung | Punkteverteilung | Punkteverteilung | Punkteverteilung | Punkteverteilung |
| ---------------- | ---------------- | ---------------- | ---------------- | ---------------- | ---------------- | ---------------- | ---------------- | ---------------- | ---------------- | ---------------- | ---------------- | ---------------- |
| Platz            | 1                | 2                | 3                | 4                | 5                | 6                | 7                | 8                | 9                | 10+              | PP               | SR               |
| Punkte           | 25               | 18               | 15               | 12               | 10               | 8                | 6                | 4                | 2                | 1                | 1                | –                |

### Superlizenz-Punkte
Der Meister der Serie erhielt 12 Punkte für die Superlizenz, der Vizemeister 10, der Dritte 7 Punkte bis zum siebtplatzierten, welcher den letzten verfügbaren Punkt für die Superlizenz erhielt.
| Superlizenz-Verteilung | Superlizenz-Verteilung | Superlizenz-Verteilung | Superlizenz-Verteilung | Superlizenz-Verteilung | Superlizenz-Verteilung | Superlizenz-Verteilung | Superlizenz-Verteilung | Superlizenz-Verteilung | Superlizenz-Verteilung | Superlizenz-Verteilung |
| ---------------------- | ---------------------- | ---------------------- | ---------------------- | ---------------------- | ---------------------- | ---------------------- | ---------------------- | ---------------------- | ---------------------- | ---------------------- |
| Platz                  | 1                      | 2                      | 3                      | 4                      | 5                      | 6                      | 7                      | 8                      | 9                      | 10                     |
| Punkte                 | 12                     | 10                     | 7                      | 5                      | 3                      | 2                      | 1                      | 0                      | 0                      | 0                      |

## Technik

### Chassis
In der argentinischen Formel-4-Meisterschaft wurde das Mygale-Chassis M14-F4 eingesetzt.

### Motor und Getriebe
Als Motor wurde ein Geely 2,0-Liter-JLD-4G20-Motor eingesetzt. 

### Reifen
Als Bereifung kamen Slicks von Pirelli zum Einsatz. 

## Bisherige Meister
| Saison | Meister          | Punkte   | Zweiter       | Punkte   | Dritter        | Punkte   | Quelle |
| ------ | ---------------- | -------- | ------------- | -------- | -------------- | -------- | ------ |
| 2019   | Abgesagt         | Abgesagt | Abgesagt      | Abgesagt | Abgesagt       | Abgesagt | [ 11 ] |
| 2020   | Abgesagt         | Abgesagt | Abgesagt      | Abgesagt | Abgesagt       | Abgesagt | [ 12 ] |
| 2021   | Federico Hermida | 373      | Figgo Bessone | 241      | Braian Quevedo | 212      | [ 13 ] |
| 2022   | Abgesagt         | Abgesagt | Abgesagt      | Abgesagt | Abgesagt       | Abgesagt |        |